# Омельково
Оме́льково (рос. Омельково) — присілок у складі Артинського міського округу Свердловської області.
Населення — 170 осіб (2010, 214 у 2002).
Національний склад станом на 2002 рік: росіяни — 98 %.